# رود اشلی
رود اشلی (به انگلیسی: Ashley River) یک رود در ایالات متحده آمریکا است که در کارولینای جنوبی واقع شده‌است.
رود اشلی یک رود آب سیاه و جزر و مدی در کارولینای جنوبی است که از باتلاق‌های واساماسا و سرو بزرگ در شهرستان برکلی، کارولینای جنوبی سرچشمه می‌گیرد. این کانال اصلی خود را در حدود پنج مایلی غرب سامرویل، کارولینای جنوبی ادغام می‌کند و به یک مصب جزر و مدی درست در جنوب فورت دورچستر گسترش می‌یابد. سپس رودخانه به طول تقریبی ۱۷ مایل (۲۷ کیلومتر) در امتداد سواحل تاریخی چارلستون شمالی، کارولینای جنوبی قبل از رسیدن به شبه جزیره چارلستون، کارولینای جنوبی جریان دارد. اشلی بسیار عریض‌تر به رودخانه کوپر از باتری در چارلستون می‌پیوندد تا بندر چارلستون را قبل از تخلیه به اقیانوس اطلس تشکیل دهد. از سال ۲۰۱۲ زمین‌های اطراف رودخانه اشلی (یا در اشلی بارونی، همان‌طور که کمک مالی اولیه زمین نامیده می‌شد) عمدتاً توسعه نیافته‌است.

## نامگذاری
این رودخانه به نام آنتونی اشلی کوپر، اولین ارل شفتسبری و مالک اصلی مستعمره کارولینا توسط کاشف رابرت سندفورد نامگذاری شد. در سال ۱۶۷۵ به کوپر ۱۲۰۰۰ هکتار (۴۹۰۰ هکتار) زمین در امتداد رودخانه پس از ایجاد یک سکونت دائمی در Albemarle Point در سال ۱۶۷۰ داده شد. این شهرک «اولین سکونتگاه دائمی اروپایی» در کارولینای جنوبی بود و امروزه Albemarle Point به نام Charles Towne شناخته می‌شود. فرود آمدن. ده سال بعد این سکونتگاه به موقعیت شبه جزیره ای فعلی خود در عرض رودخانه منتقل می‌شود و به چارلستون معروف است.